# Constellation (bande dessinée)
Pour les articles homonymes, voir Constellation (homonymie).
Constellation est une bande dessinée de Frederik Peeters publiée en 2002.
Dessinée en noir et blanc, l'histoire se déroule à huis clos dans un avion volant au-dessus de l'Atlantique, raconté de plusieurs points de vue différents avec pour cadre historique la Guerre froide.